# Microsania capnophila
Microsania capnophila är en tvåvingeart som beskrevs av Shatalkin 1985. Microsania capnophila ingår i släktet Microsania och familjen svampflugor. Inga underarter finns listade i Catalogue of Life.